# Pollenia draco
Pollenia draco är en tvåvingeart som beskrevs av Aldrich 1930. Pollenia draco ingår i släktet vindsflugor, och familjen spyflugor. Inga underarter finns listade i Catalogue of Life.